# Millarus diogenes
Millarus diogenes is een zakpijpensoort uit de familie van de Polycitoridae. De wetenschappelijke naam van de soort werd in 1988 voor het eerst geldig gepubliceerd door het echtpaar Claude en Françoise Monniot.